# Stanisław Zygmunt Druszkiewicz
Stanisław Zygmunt Druszkiewicz z Zarabia, Modliborza, herbu Bożawola (ur. 1621, zm. 1697) – wojski halicki podstoli i stolnik parnawski (1660), rotmistrz chorągwi tatarskiej (1654), pułkownik królewski i husarski (1678–1685), kasztelan lubaczowski, potem kasztelan chełmski (1685–1690), poseł na sejm, komisarz królewski, sędzia kapturowy ziemi lwowskiej w 1668 roku, sędzia kapturowy ziemi lwowskiej w 1673 roku, zwierzchnik Kozaków prawobrzeżnych, oficer wojsk koronnych, autor pamiętników.
Syn Jana Druszkiewicza – pułkownika inflanckiego i Halszki Proszczyckiej. Był mężem Elżbiety Paradowskiej, z którą miał córkę Krystynę Sabinę Druszkiewicz, której mężem został Adam Władysław Jaruntowski – stolnik parnawski i kasztelan sanocki.
Ożenił się następnie z córką Franciszka Ledóchowskiego (zm. 1704) – kasztelana wołyńskiego.
Był dwukrotnie wzięty do niewoli – nad Żółtymi Wodami w 1648 oraz Batohem w 1652. Był członkiem konfederacji tyszowieckiej 1655 roku. W 1674 roku był elektorem Jana III Sobieskiego z województwa ruskiego. Podczas wyprawy króla Jana Sobieskiego do Mołdawii w 1691 roku, zajął mołdawski zamek Soroki nad Dniestrem. Jeździł pięć razy w poselstwie do Ordy i raz podczas wojny szwedzkiej do króla szwedzkiego.
Pisał pamiętniki z lat 1648–1697.